# Piłki
Piłki (biał. Пілкі; ros. Пилки) – wieś na Białorusi, w obwodzie grodzieńskim, w rejonie mostowskim, w sielsowiecie Gudziewicze.
W dwudziestoleciu międzywojennym leżały w Polsce, w województwie białostockim, w powiecie grodzieńskim, w gminie Gudziewicze.
Według Powszechnego Spisu Ludności z 1921 roku wieś zamieszkiwało 171 osób, 46 było wyznania rzymskokatolickiego a 125 prawosławnego. Jednocześnie 47 mieszkańców zadeklarowało polską przynależność narodową a 124 białoruską. Były tu 34 budynki mieszkalne.
Miejscowość należała do parafii rzymskokatolickiej w Łunnej i parafii prawosławnej w Gudziewiczach.
Podlegała pod Sąd Grodzki w Indurze i Okręgowy w Grodnie; właściwy urząd pocztowy mieścił się w Gudziewiczach.